# Palazzo Domingos Martins
Il Palazzo Domingos Martins (in portoghese Palácio Domingos Martins), anche noto come il Palazzo della Cultura Sônia Cabral (in portoghese Palácio da Cultura Sônia Cabral), è uno storico edificio della città di Vitória in Brasile.

## Storia
L'edificio venne eretto tra il 1908 e il 1912 secondo il progetto dell'architetto italo-brasiliano André Carloni sul sito di una più antica chiesa della Misericordia, risalente al 1606 e successivamente demolita. Il palazzo venne costruito con il fine di diventare la nuova sede dell'assemblea legislativa dello stato dell'Espírito Santo.
Originariamente intitolato a Domingos Martins, il palazzo venne in seguito intitolato a Sônia Cabral contestualmente alla sua reinagurazione dopo il trasferimento dell'assemblea legislativa dell'Espírito Santo in un nuovo edificio.

## Descrizione
L'edificio, situato nel centro di Vitória, presenta uno stile eclettico.